# 米开朗基罗河岸
41°54′N 12°28′E / 41.9°N 12.47°E

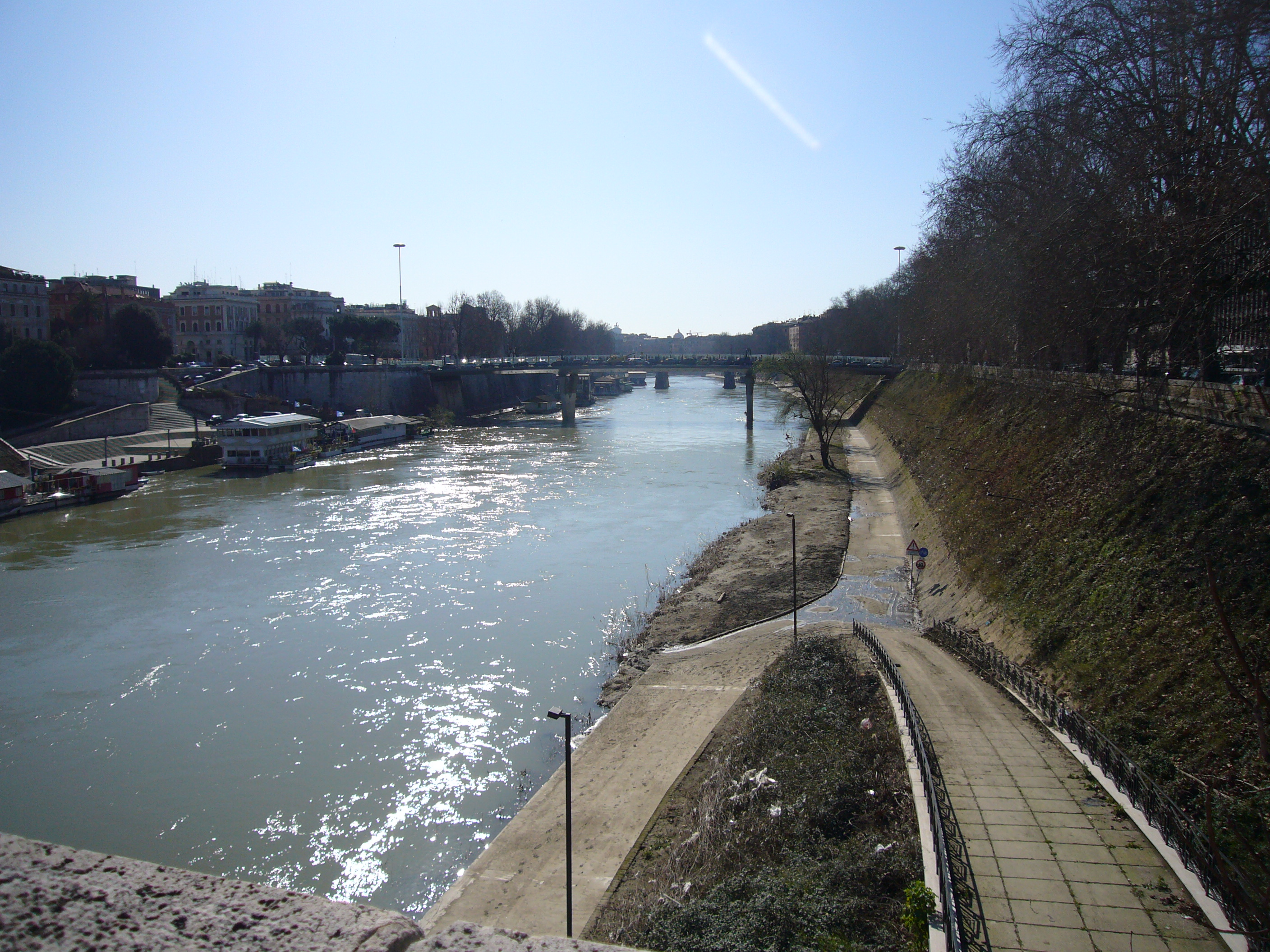

米开朗基罗河岸（Lungotevere Michelangelo）是意大利罗马普拉蒂区的一段台伯河岸，连接自由广场与五日广场。
河岸得名于米开朗基罗，他曾在罗马创作若干艺术品。河岸定名于1911年4月1日。
河岸两端是吉亚科莫·马泰奥蒂桥和玛格丽塔王后桥，而在中间位置是南尼桥，由罗马地铁A线列车使用。 